# Rundbingel
Rundbingel (Mercurialis ovata) är en törelväxtart som beskrevs av Kaspar Maria von Sternberg och David Heinrich Hoppe. Enligt Catalogue of Life ingår Rundbingel i släktet binglar och familjen törelväxter, men enligt Dyntaxa är tillhörigheten istället släktet binglar och familjen törelväxter. Arten förekommer tillfälligt i Sverige, men reproducerar sig inte. Inga underarter finns listade i Catalogue of Life.

## Bildgalleri

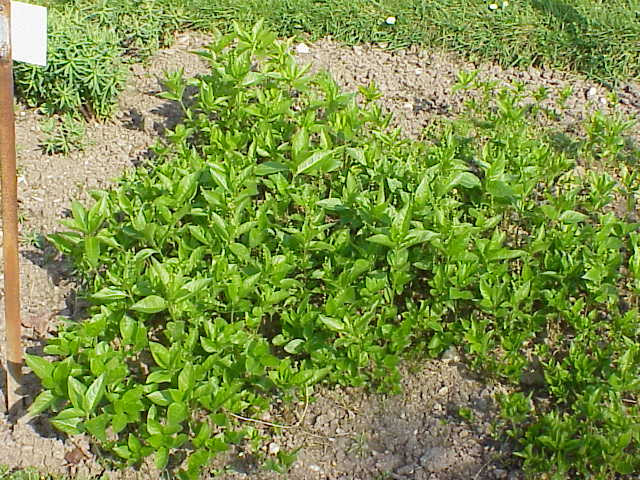
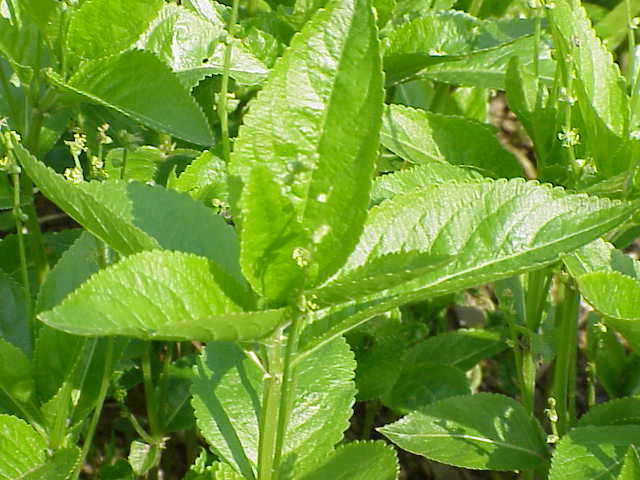
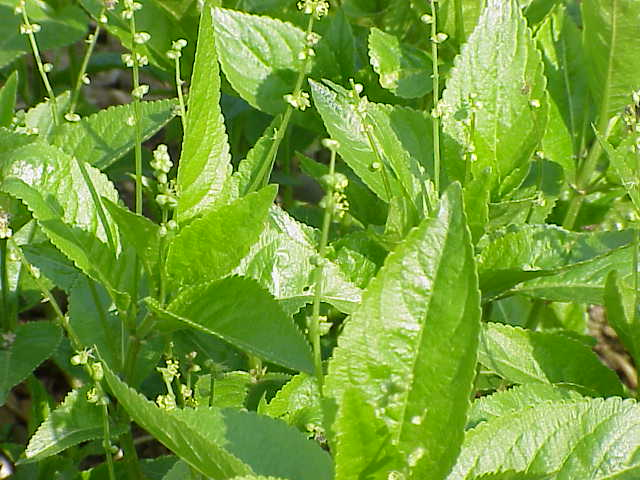
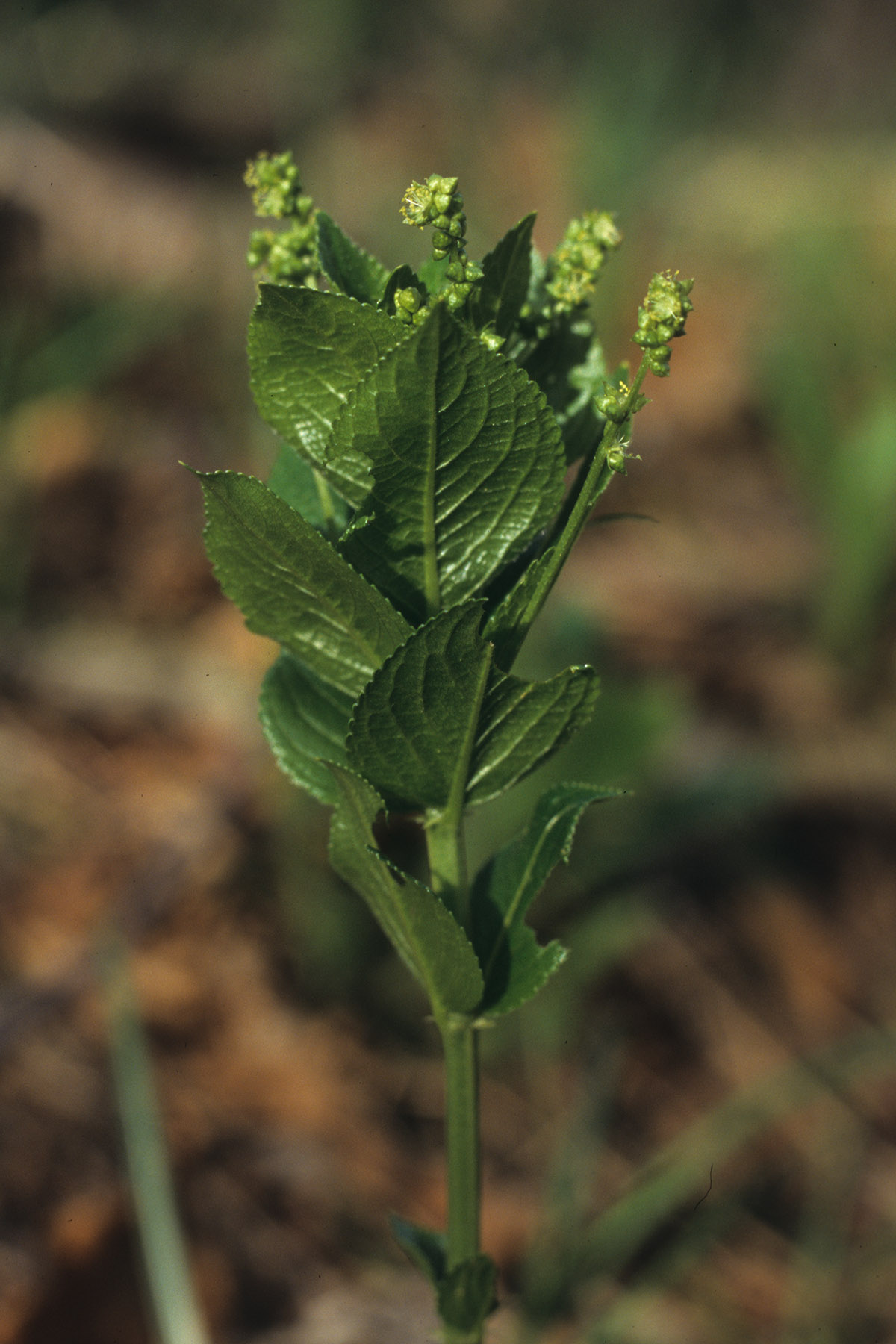